# Mathieu Boots
Mathieu Boots (nacido el 23 de junio de 1975) es un exfutbolista neerlandés que se desempeñaba como centrocampista.
Jugó para clubes como el HVV Hollandia, FC Volendam, RKV Malinas y Yokohama FC.

## Trayectoria

### Clubes
| Club          | País         | Año         |
| ------------- | ------------ | ----------- |
| HVV Hollandia | Países Bajos | 1997 - 1998 |
| FC Volendam   | Países Bajos | 1998 - 2001 |
| RKV Malinas   | Bélgica      | 2001 - 2002 |
| Yokohama FC   | Japón        | 2003 - 2004 |
| FC Volendam   | Países Bajos | 2004 - 2010 |
| HVV Hollandia | Países Bajos | 2010 - 2013 |